# Scione cingulata
Scione cingulata är en tvåvingeart som först beskrevs av Günther Enderlein 1925.  Scione cingulata ingår i släktet Scione och familjen bromsar. Inga underarter finns listade i Catalogue of Life.